# しまバス

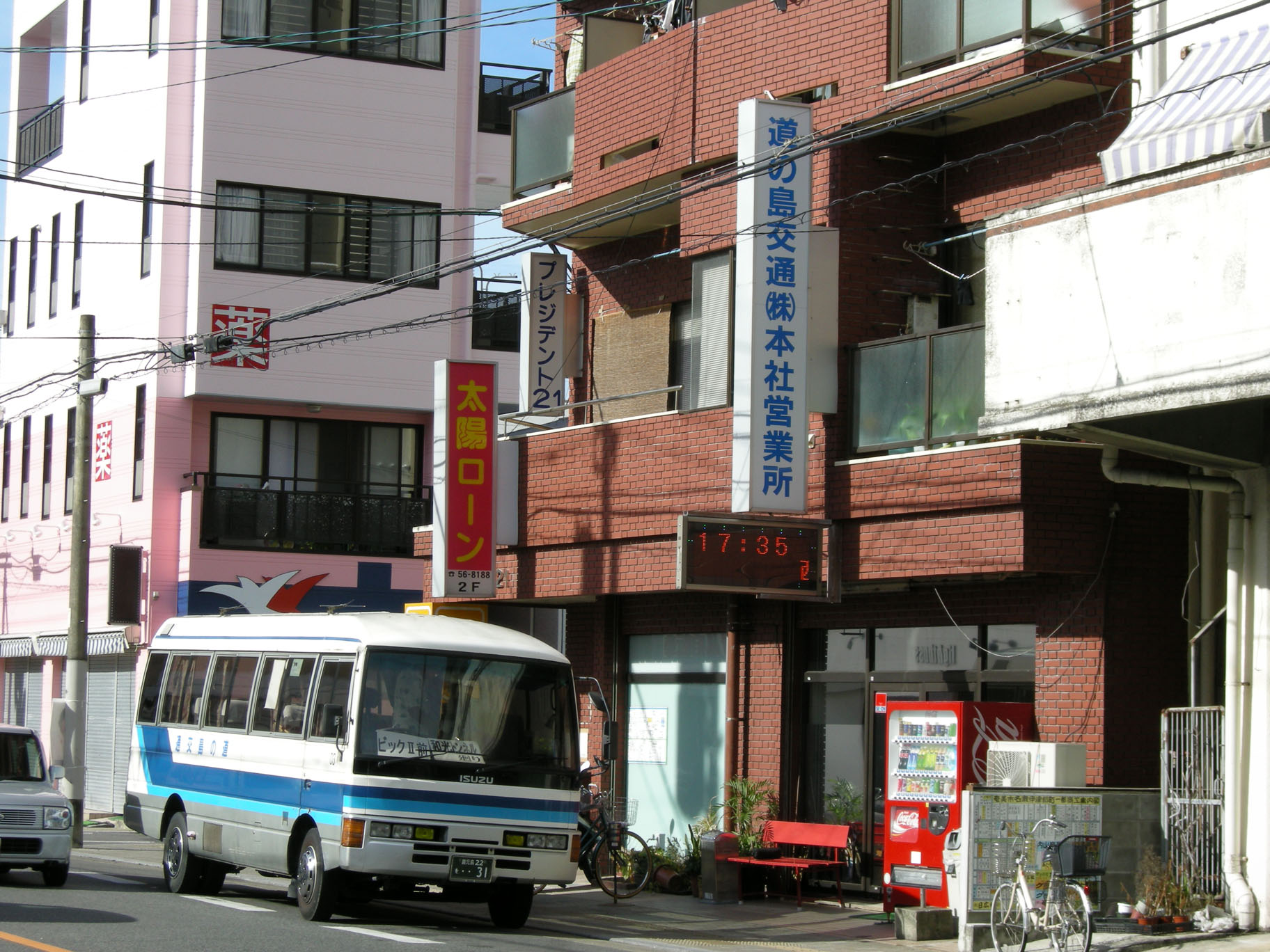
本社営業所（名瀬伊津部町9、2009年7月）

株式会社しまバスは、鹿児島県奄美市に本社を置くバス事業者である。旧社名は「道の島交通」。

## 事業所
- 鹿児島県奄美市名瀬伊津部町9-23（本社）
- 鹿児島県奄美市名瀬港町4-16-1F

## 概説
奄美大島内を走る路線バスの運行を行なうほか、貸切バス事業も行なっている。

### 沿革
1953年に岩崎自動車商会として創業。社名は初代社長 岩崎菊勇の姓からつけられた。1980年に社名を「岩崎バス」と改める。

#### 廃止代替バス問題
2004年3月に、奄美交通が親会社の方針に沿って島内の合計39系統を廃止すると国に届け出たのを受け、沿線自治体では同年7月、奄美交通の路線バス廃止後に代替バスを運行する方針を決め、運行は岩崎バスに委託されることになった。ところが、直前になって奄美交通が一部の路線について廃止を撤回したため、岩崎バスが受託した代替バスと奄美交通のうち10数路線が競合するという事態に陥った。
もともと利用者が少ないために廃止対象となった路線で2社が競合することになったため、路線収支は大変厳しいものとなり、特に競合路線は全て赤字という状態になった。その後もしばらく競合が続いたが、自治体とバス事業者の協議が行われ、2006年10月からは路線再編成が行われ、競合状態は解消された。

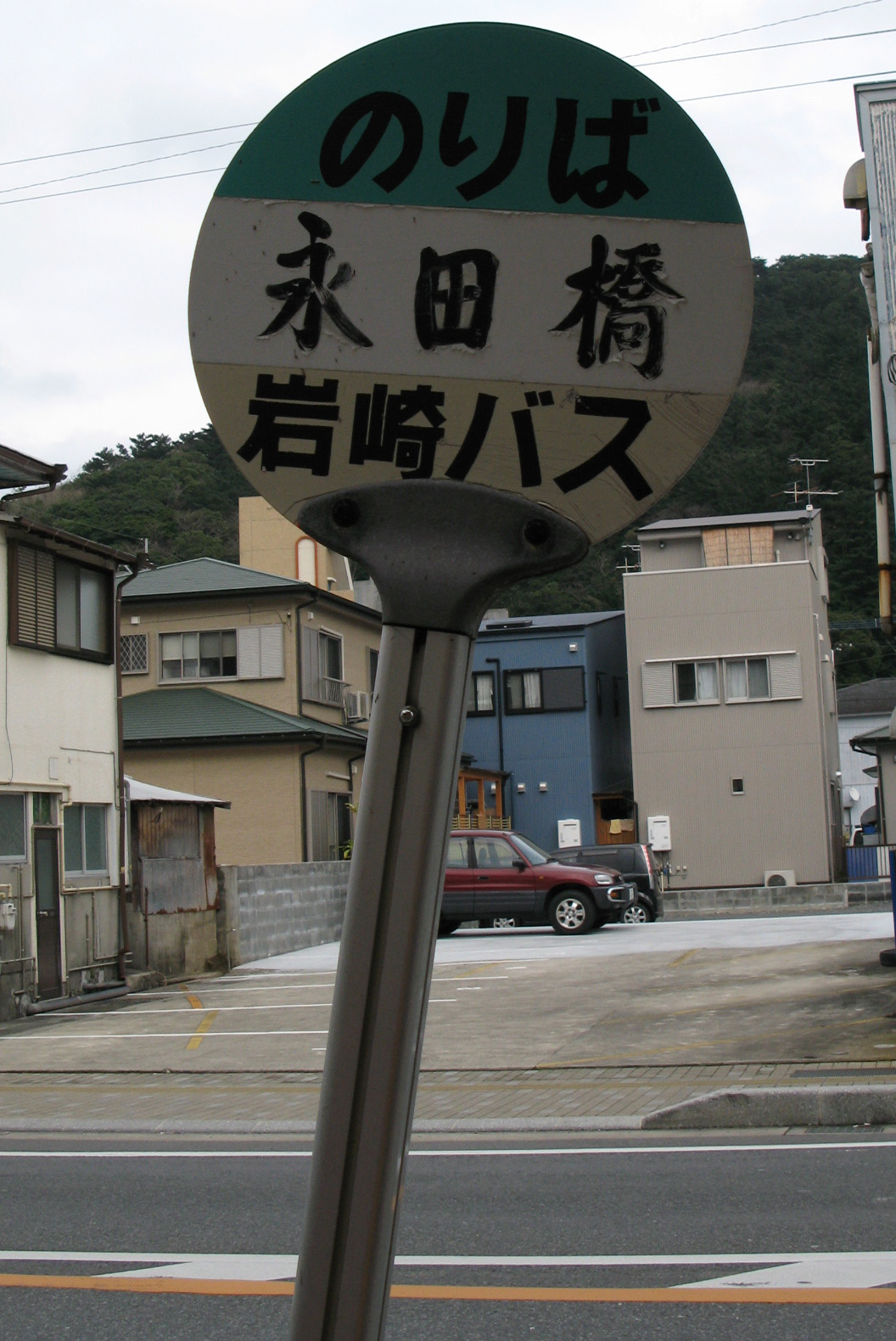
岩崎バス表記のバス停（社名変更後も一部残っていた）

#### 道の島交通へ
2004年12月に道の島交通株式会社へ社名変更が行われた。奄美群島が鹿児島と沖縄を結ぶ道との意味で薩摩藩が名付け、江戸時代を通じて公的に使用していた名称で、現在の「島民に愛着が持てる名称」として採用された。これは、同じ奄美大島を走る奄美交通の親会社で、やはり経営者の姓を冠した「いわさきグループ」との混同を避けるためともされている。同時に、地元経済団体からも役員を受け入れた。
社名変更後、道の島交通ではバス利用促進のための施策を打ち出している。
2007年から奄美交通と競合路線につき協議がもたれていたが、2008年3月に2008年5月をめどに奄美交通側の事業を道の島側が受け入れる形で統合することが合意に達した。
そして2008年6月18日に国土交通省九州運輸局より事業譲渡の認可を受け、同年6月21日付けで奄美交通より残る各路線を完全譲渡して一本化すると共に、両者との競合部分の廃止と同時に車両及び奄美交通の従業員の大半を受け入れた。

#### しまバスへ社名変更
2014年4月6日付けで株式会社しまバスへ社名変更が行われた。
同年4月21日に行われた社長会見によって奄美市職員の有志が結成したバンド「島バスに乗って」の歌詞が影響を与えたと公表された。
所有バス89台（路線55台、貸切34台） 奄美エーストラベルからの事業譲渡により貸切車両は10台増加。21日現在、職員106人（うち運転手72人、ガイド3人）となっている。

## 各種施策
2005年4月3日より、通学定期券で旧名瀬市中心部の指定地域を自由に利用できる「通学定期フリーエリア」を設定した。1ヶ月定期券の運賃が7200円以上となる区間が対象となる。バス通学生の活動を支援すると同時に、名瀬市内の商店街活性化も視野に入れている。
2005年10月1日からエコ定期券制度を導入した。これは土休日と旧盆・年末年始の時期に限り、定期券所持者と同行する家族の運賃を全ての区間において大人100円（小児50円）とするものであるが、同社の施策では地域通貨「奄美エコマネー」も利用可能となっている点が特徴。

## 路線
名瀬市街地路線図および本島全域の路線図を参照。路線網は旧名瀬市の市街地を走る市内線、名瀬市街と佐仁（奄美市笠利町）・奄美空港（同）・秋名（龍郷町）・市（奄美市住用町）・古仁屋（瀬戸内町）など島内各地を結ぶ路線、その他の路線から成り立っている。
なお、名瀬市街と宇検村を直接結ぶ路線はなく、他路線との乗り換えとなる。また大和村への路線は2019年4月に廃止され、以後は村が村内と名瀬市街とを結ぶバスを運行している。

### 市内線
- 平田町 - 小里・宿
- こしゅく第1公園前
- 小湊 - 西仲勝 - 小里・宿
- こしゅく第1公園前 -　自動車学校
- 春日町 - 佐大熊 - 浦上
- こしゅく第1公園前  - 和光 - 浦上
- こしゅく第1公園前 - 佐大熊 - 浦上
- 東が丘団地 - 井根町 - 山田団地
- 山田団地 - 崎原

### 名瀬市街と島内各地を結ぶ路線
- 名瀬 - 奄美空港
- 平田町 - 佐仁
- 真名津町 - 佐仁
- 平田町 - 用
- 名瀬 - 芦徳
- 平田町 - 芦花部 - 秋名 - ビッグⅡ
- 平田町 - 芦花部 - 安木屋場
- 平田町 - 龍郷町役場 - 秋名
- 平田町 - 龍郷町役場 - 川内 - 秋名
- 平田町 - 和光 - 龍郷町役場 - 秋名
- 小湊 - 西仲勝 - 根瀬部
- 浦上 - 和光 - 西仲間
- 浦上 - 和光 - 市
- 平松公園前 - 西仲間 - 古仁屋

### その他の路線
- ビッグⅡ - 上戸口
- 赤木名 - 佐仁
- 赤木名 − 奄美空港 − 名瀬市街 − 古仁屋せとうち海の駅
- 赤木名 - 赤尾木
- 赤木名 - 屋仁
- 西仲間 - 市
- 新村 - 宇検
- 湯湾 - 屋鈍

## 車両
いすゞ車を中心に、日野が少数導入されている。また、2004年の廃止代替バス運行に際しては、日産・シビリアンを導入している。
空港特急車両は従来路線車の上級仕様車が運用されていたが、沿線自治体からの補助金を活用し順次大型ハイデッカー車が導入されている。

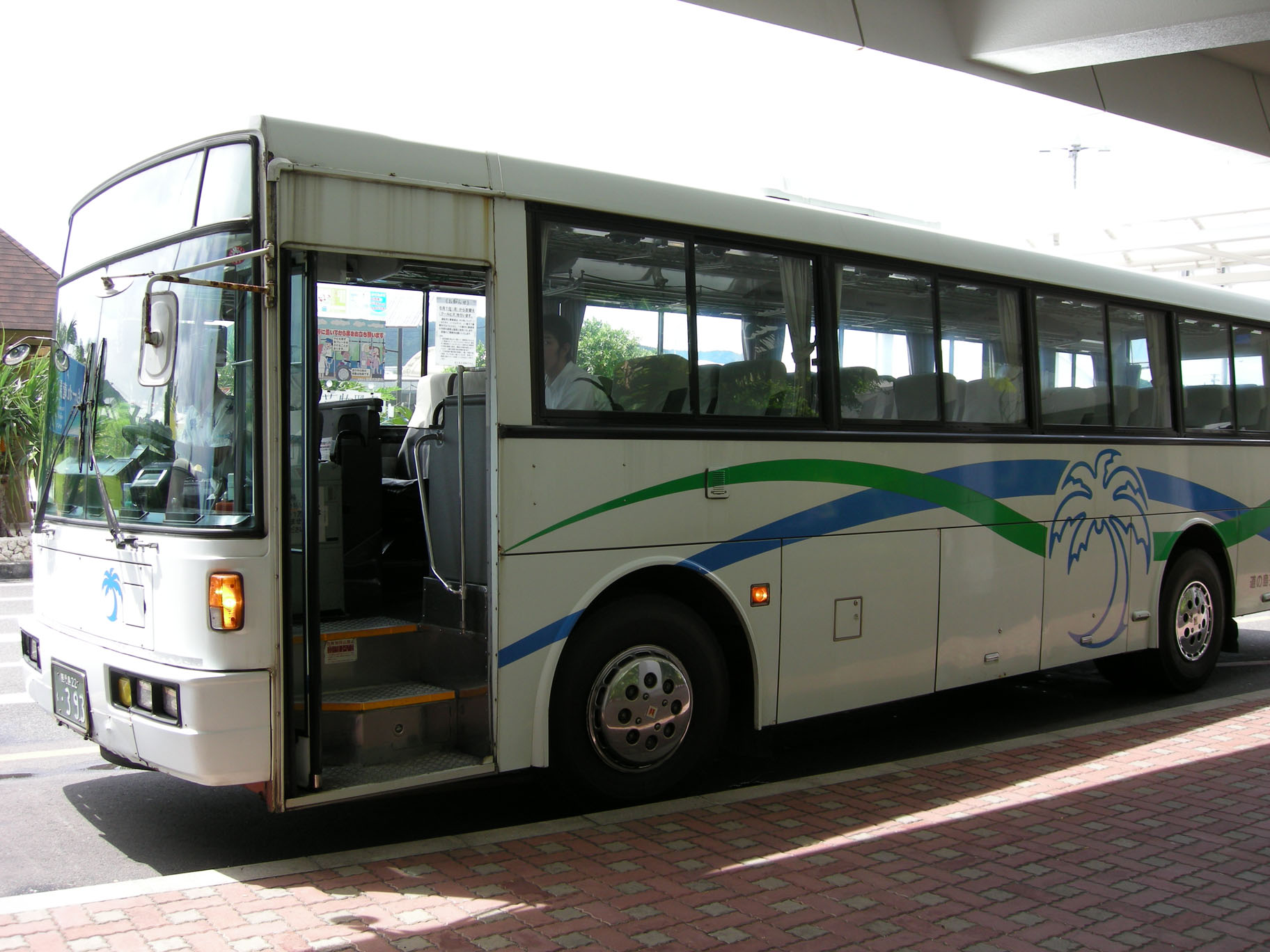
日産ディーゼル車・奄美空港線（2009年7月） 2008年に奄美交通から譲渡された車両である。
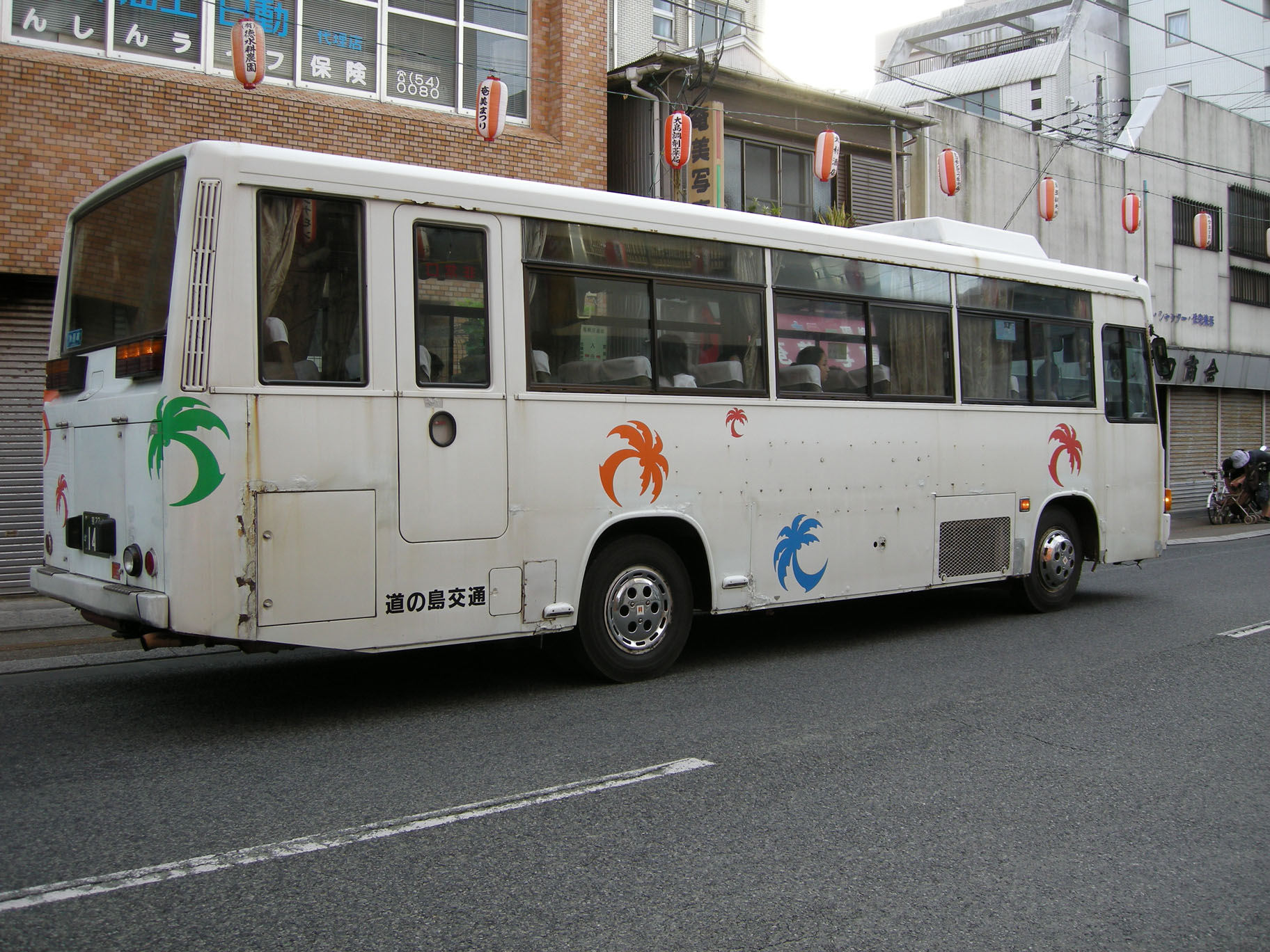
いすゞ車・市内線（2009年7月） 元は鹿児島交通の車両であったが、奄美交通へと転属となった。2008年に奄美交通から譲渡された車両である。
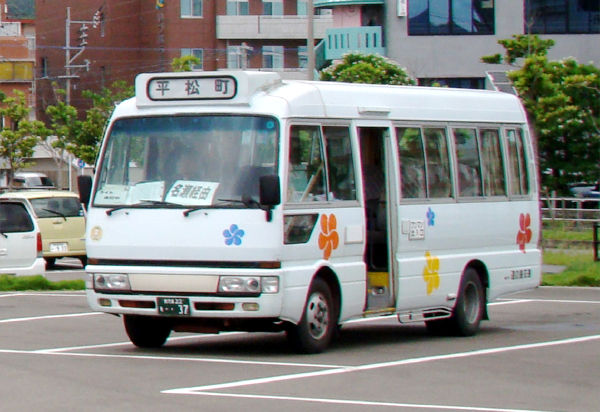
三菱車・古仁屋線（2009年7月） 2008年に奄美交通から譲渡された車両である。
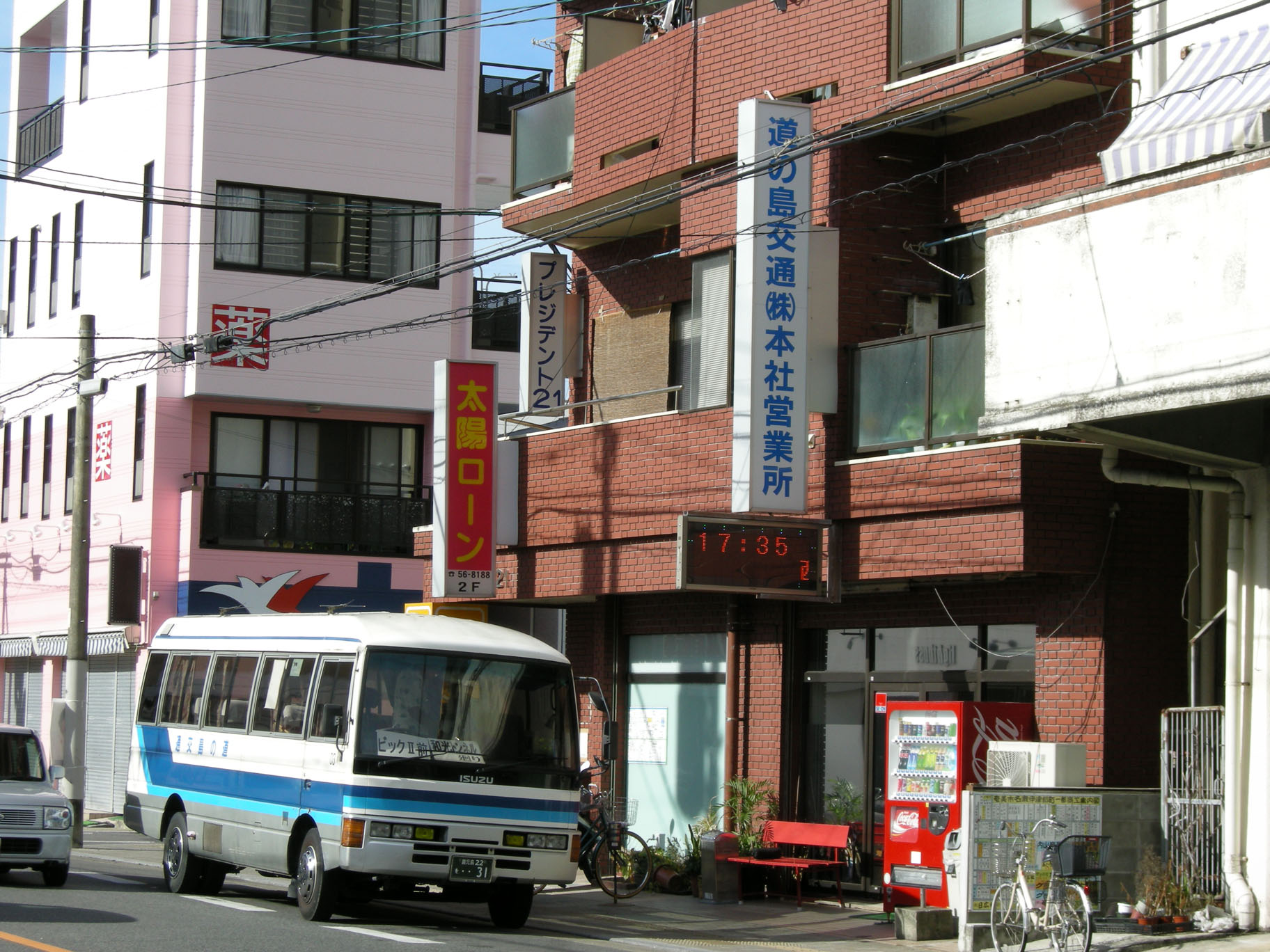
いすゞ車（2009年7月） 岩崎バス時代の自社発注車両である。
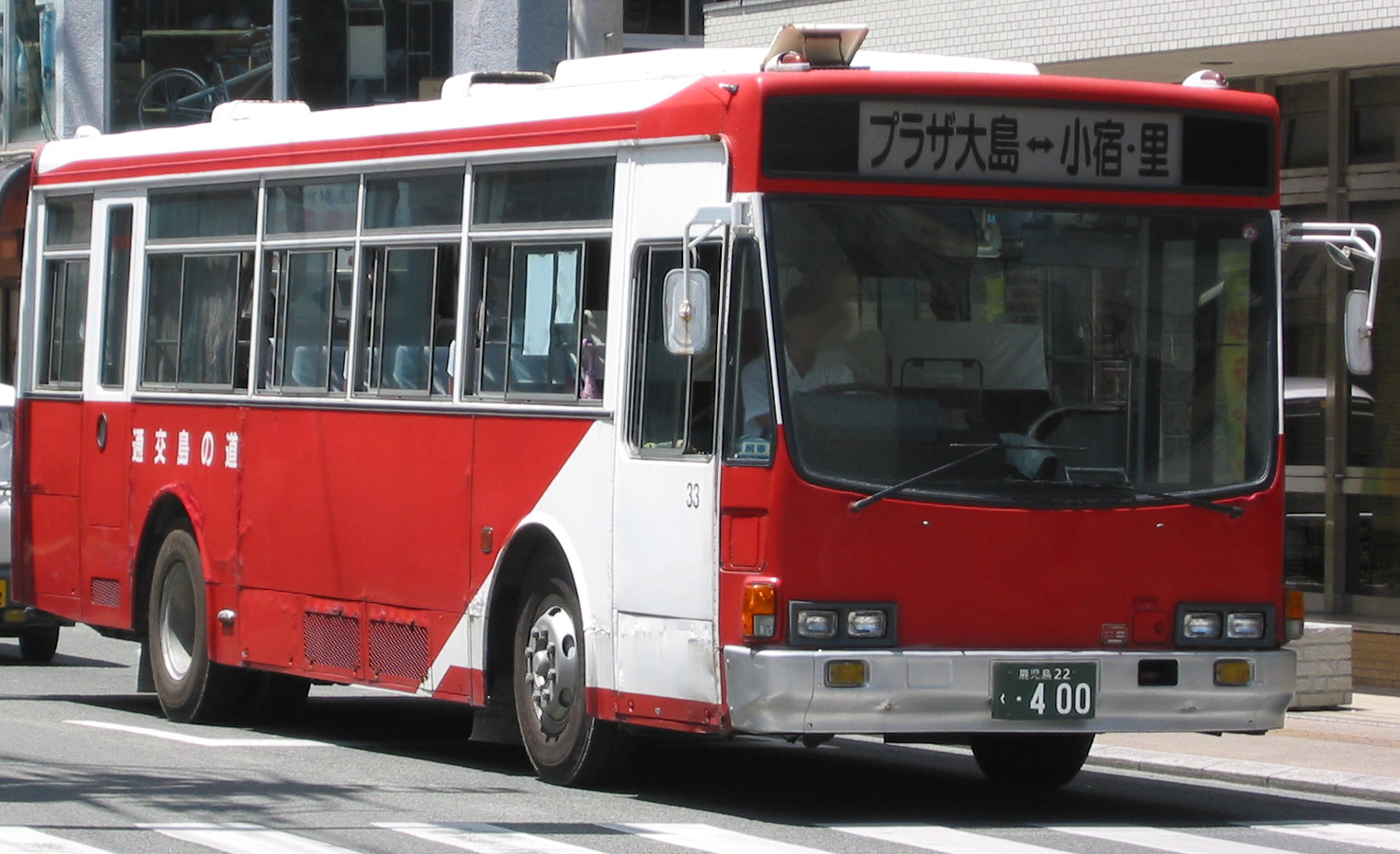
いすゞ車（2006年7月）
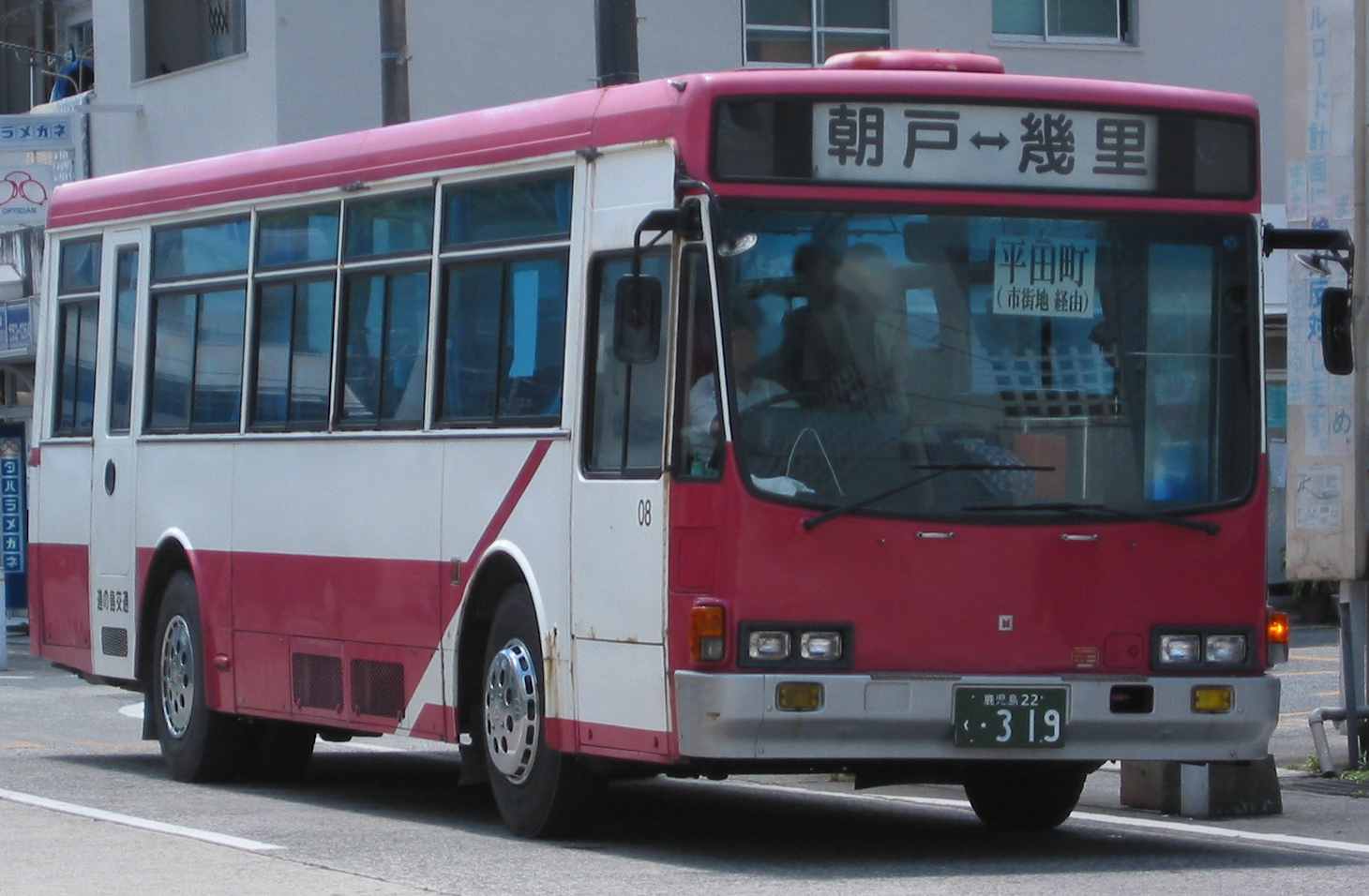
いすゞ車（2006年7月）

### 主な中古車の移籍元
- 青森市交通部
- 京成バス
- 京阪バス
- 千曲バス
- 知多乗合
- 東京ベイシティ交通
- 名古屋市交通局
- 阪急バス
- 商都交通
- 東京富士交通
- 高槻市交通局